# Verticordia brevifolia
Verticordia brevifolia är en myrtenväxtart som beskrevs av Alexander Segger George. Verticordia brevifolia ingår i släktet Verticordia och familjen myrtenväxter.

## Underarter
Arten delas in i följande underarter:
- V. b. brevifolia
- V. b. stirlingensis